# Žoldnéř

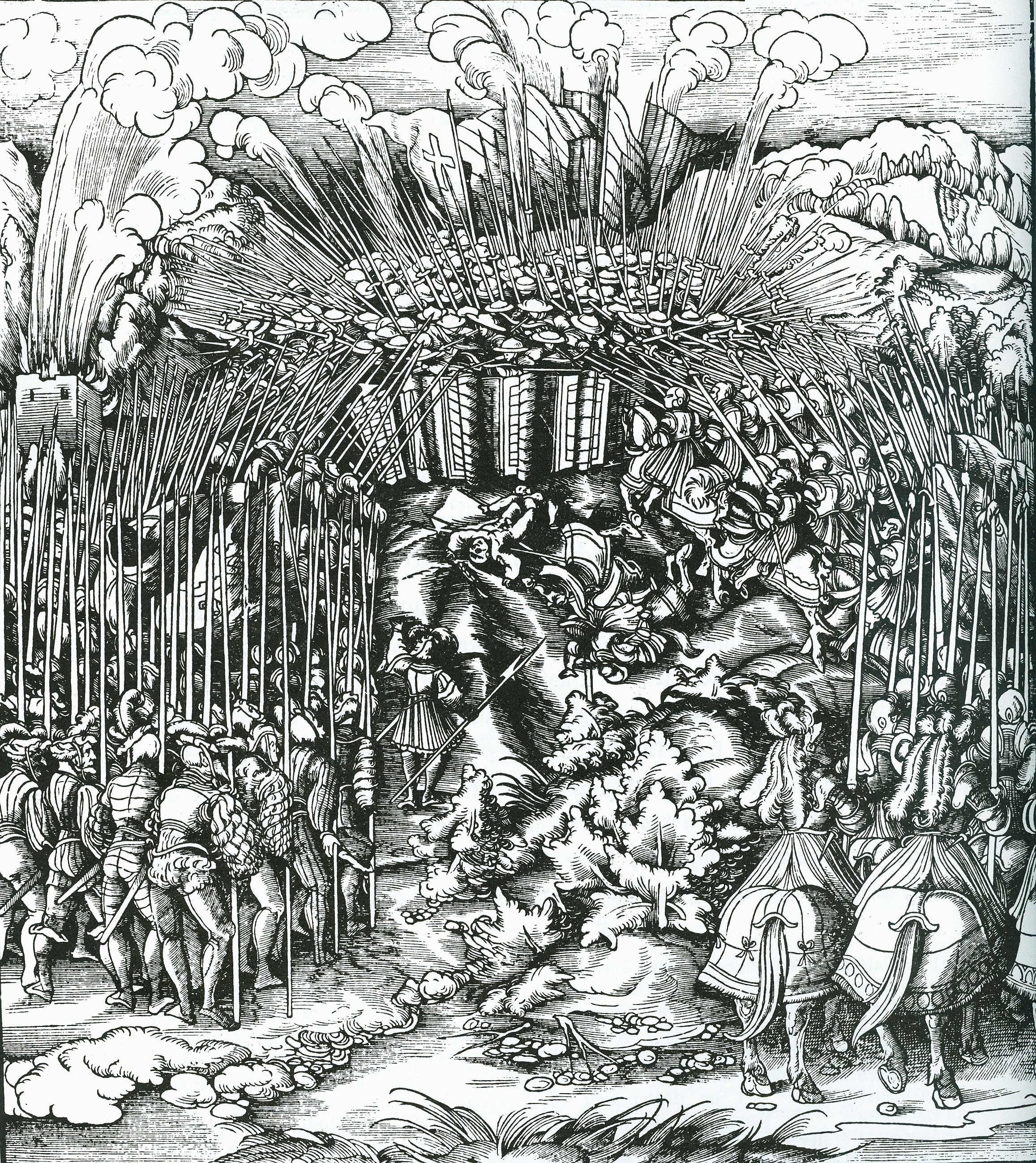
Němečtí lancknechti bojují s českými žoldnéři v bitvě u Schönbergu roku 1504

Žoldnéř (z fr. solde, vojenská mzda, od starořímské mince solidus; hovorově též žoldák) je profesionální voják, který se nechává za finanční odměnu (žold) najímat k boji. Tento koncept se vyskytuje již od starověku, ale teprve po druhé světové válce dostal přesnou definici.
Žoldnéři jsou do konfliktu zapojeni různou měrou a „jsou motivováni k účasti v bojích především z touhy o vlastní obohacení a je jim stranou, účastnící se konfliktu, přislíbena materiální kompenzace výrazně převyšující plat osob majících odpovídající hodnost a zaměření v armádě Strany“ (Doplňující Protokol 1 k 3. ženevské konvenci ze srpna 1949). Profesionální vojáci, kteří jsou příslušníky pravidelné armády jako dobrovolníci, nikoliv branci, a pobírají za svou službu plat, nejsou považováni za žoldnéře.

## Definice
Slovníkové definice jsou obecnější a žoldnéře definují jen coby jedince najatého cizí armádou a motivovaného finanční odměnou, nikoli (nezbytně) např. bojem proti bezpráví. Odvozená slova nebo jejich přenesený význam má navíc negativní charakter, evokující sledování vlastního zisku bez ohledu na otázku oprávněnosti konfliktu. Je vcelku běžné, že média (v souvislosti se současnými válečnými konflikty) jako o žoldnéřích mluví i o vojácích, kteří vystoupili z armády a začali poskytovat své služby a zkušenosti v civilním sektoru.

### Encyklopedická definice
Žoldnéř je označení pro bojovníka, který svoji vojenskou službu nevykonává z přirozené, zvykové nebo zákonné povinnosti nebo ze závazku k nějakému politickému či ideologickému programu. Žoldnéři se účastní boje nikoli se zřetelem osobního zájmu výsledku boje, nýbrž na základě poskytnutí materiálových výhod nebo za finanční náhradu (žold).

### Definice podle mezinárodního práva
Mezinárodně nejuznávanější definice žoldnéře je obsažena v Doplňujícím Protokolu 1 k 3. ženevské konvenci vydaném 8. června 1977:
Článek 47. Žoldnéři

1. Žoldnéř nemá právo na status kombatanta nebo v případě zajetí válečného zajatce.
2. Žoldnéř je jakákoliv osoba, která:
(a) je účelově rekrutována v místě bojů nebo v zahraničí za účelem účasti v konfliktu;
(b) účastní se přímo bojů;
(c) je motivována k účasti v bojích především z touhy o vlastní obohacení a je jim Stranou účastnící se konfliktu přislíbena materiální kompenzace výrazně převyšující plat osob majících odpovídající hodnost a zaměření v armádě Strany;
(d) není občanem Stran účastnících se konfliktu ani obyvatelem teritoria pod kontrolou Strany účastnící se konfliktu;
(e) není příslušníkem ozbrojených sil Strany účastnící se konfliktu; a
(f) nebyla vyslána Státem, který se konfliktu neúčastní v rámci své oficiální služby jako člen ozbrojených sil.

Za žoldnéře se podle této úmluvy považuje osoba, naplňující všechny uvedené znaky. 
Nelze proto za žoldnéře považovat dobrovolníka, který vstoupí do armády bojujícího státu, protože podle v rozporu s bodem (a) nebyl účelově rekrutován a v rozporu s bodem (e) je příslušníkem ozbrojených sil strany konfliktu.

## Příklady žoldnéřů

### Švýcarská vojska po stoleté válce

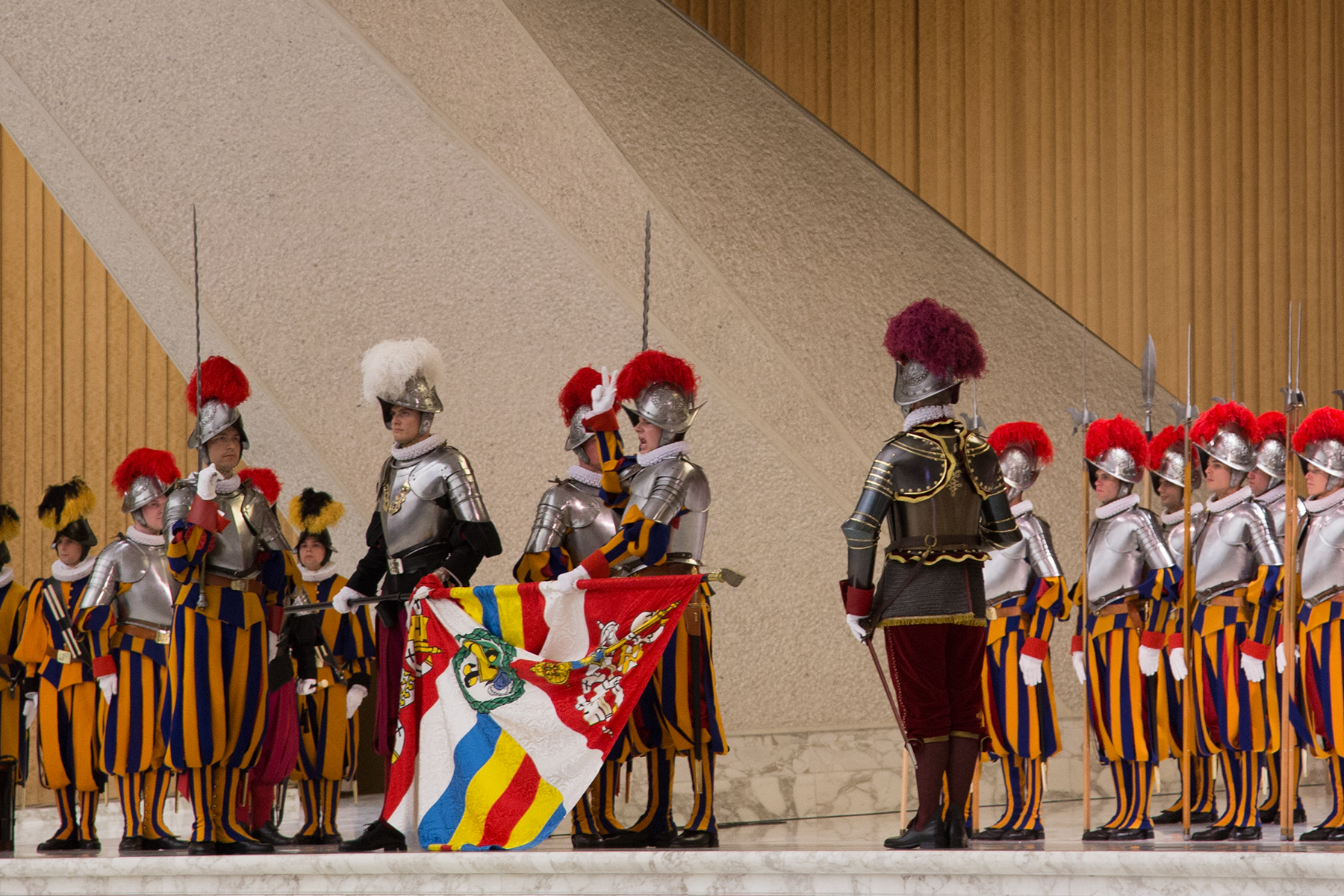
Švýcarská garda ve Vatikánu

Švýcarští vojáci po skončení stoleté války v roce 1453 nabízeli své služby a byli najímáni po většině evropského kontinentu, svými kantonálními vládami[zdroj⁠?!]. Dosáhli velké reputace.

### Hesenští žoldnéři
Německý historický spolkový stát Hesensko v 18. a 19. století taktéž najímal své vojáky. Účastnili se například britsko-americké války na začátku 19. století.

### Žoldnéři v operacích války proti terorismu
V současných válečných konfliktech iniciovaných Bushovou války proti terorismu, zejména v Iráku a Afghánistánu, americká armáda (která se v těchto konfliktech početně angažuje cca z 90 %) využívá žoldnéřů. Jejich počet i míra jejich zapojení je bezprecedentní – z údajů Pentagonu z poloviny roku 2009 je v Iráku 132 610 civilních kontraktorů. Podíl kontraktorů fungujících coby „soukromí vojáci“, představuje podle údajů americké GOA (Government Accountability Office) z roku 2007 téměř polovinu – 48 procent.
Samo vedení americké armády přiznává, že přítomnost žoldnéřů v tak velkém množství značně komplikuje jejich bojové ale i komplexní organizační a logistické operace. Problémy se mohou týkat vzájemné komunikace, sjednocení společného postupu a strategie, fyzické a psychické připravenosti, a skutečnosti, že žoldáci nepodléhají „řetězci příkazů“, vojenské hierarchii a hierarchii odpovědnosti, jež v armádě funguje a její vyvozování z případných pochybení.
Známy jsou tak případy, kdy došlo k nedorozuměním a potyčkám mezi vojáky a žoldnéři s fatálními následky; světovými médii obletěly svět i skandály a tragédie nebo videa, ve kterých žoldnéři bezdůvodně střílí do obydlených oblastí.

## Osoby a jednotky, které nelze považovat za žoldnéře
Nejznámějšími bojovými jednotkami, v kterých slouží cizí státní příslušníci, jsou prapory Gurkhů v britské a indické armádě a Francouzská cizinecká legie.

### Gurkhové
Gurkhové a další cizí státní příslušníci pochází z Commonwealthu, přísahali věrnost britské monarchii, operují v pravidelných jednotkách britské armády a podléhají stejným pravidlům a nařízením jako ostatní britští vojáci; stejná pravidla se vztahují na Gurkhy v indické armádě. Z toho vyplývá, že Gurkhové nejsou žoldnéři přinejmenším podle článku 47.e.

### Francouzská cizinecká legie
Francouzská cizinecká legie je nasazována a slouží jako organizovaná součást francouzské armády. Z toho vyplývá, že legionáři cizinecké legie nejsou žoldnéři podle článku 47.e, případně dalších.

### Mezinárodní legie územní obrany Ukrajiny
Ukrajinská cizinecká legie je vojenský útvar Ukrajinských pozemních sil skládající se ze zahraničních dobrovolníků. Podle článku 47.e, případně i 47.a a dalších opět tedy nemůže jít o žoldnéře.